# Coupe caribéenne des nations 2010
Navigation
Édition précédente Édition suivante

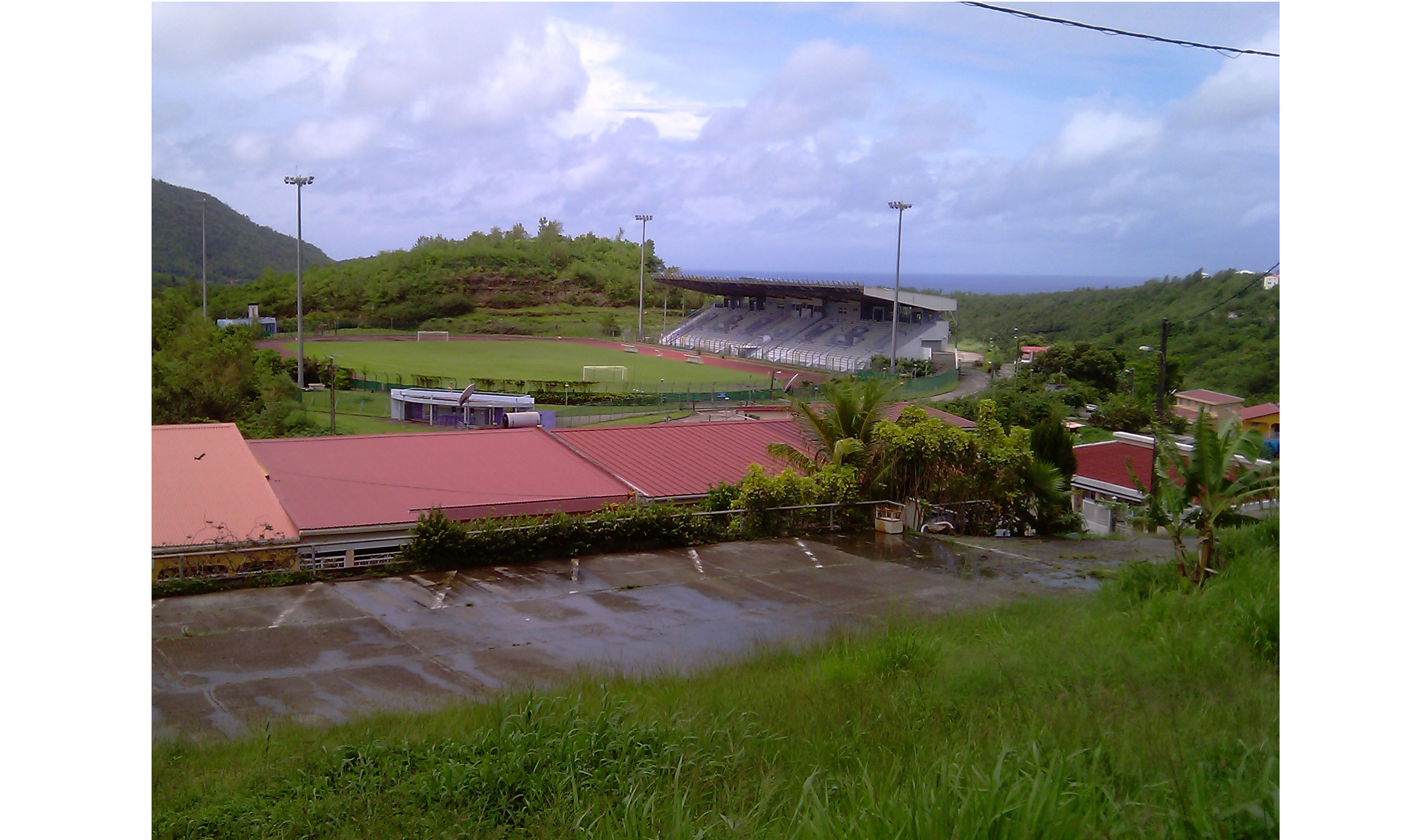
Stade municipal En Camée de Rivière-Pilote

La Coupe caribéenne des nations 2010, aussi nommée Championnat caribéen Digicel 2010, est la vingt-deuxième édition de la Coupe caribéenne des nations, une compétition de football réunissant toutes les nations membres de l'Union caribéenne de football.
Les tours préliminaires de cette compétition ont débuté le 2 octobre 2010 à Porto Rico et la phase finale a lieu du 26 novembre au 5 décembre 2010 en Martinique.
La phase finale de la compétition a été un temps annoncée comme devant se dérouler en Haïti mais à la suite du tremblement de terre, elle a finalement lieu en Martinique qui a été choisie aux dépens de la Guadeloupe et de la Barbade. 
Les 4 équipes arrivant en demi-finales de la compétition seront qualifiées pour la Gold Cup 2011.
La Jamaïque remporte la compétition en battant en finale la Guadeloupe au penalty 5-4.
Kithson Bain (Grenade) et Dane Richards (Jamaïque) sont élus tous deux  Digicel Golden Boot award : co-meilleurs joueurs de la compétition.

## Équipes participant au tournoi
À la suite du désistement de dernière minute de la sélection d'Aruba, la compétition voit s'affronter 23 équipes.
| Aruba                       |
| Bahamas                     |
| Bermudes                    |
| Guyane                      |
| Sint Maarten                |
| Îles Turques-et-Caïques     |
| Îles Vierges des États-Unis |

| Rang en 2008 | Équipe             | Dispense                         |                                   |
| ------------ | ------------------ | -------------------------------- | --------------------------------- |
| -            | Martinique         | Phase finale                     | Équipe hôte                       |
| 1            | Jamaïque           | Phase finale                     | Champion en titre                 |
| 2            | Grenade            | Second tour préliminaire         | Finaliste 2008                    |
| 3            | Guadeloupe         | Second tour préliminaire         | 3e place 2008                     |
| 4            | Cuba               | Second tour préliminaire         | 4e place 2008                     |
| 5            | Haïti              | Second tour préliminaire         | Éliminé au 1er tour avec 4 points |
| 5            | Trinité-et-Tobago  | Second tour préliminaire         | Éliminé au 1er tour avec 4 points |
| 7            | Antigua-et-Barbuda | Second tour préliminaire         | Éliminé au 1er tour avec 2 points |
| 8            | Barbade            | Pas de dispense de qualification | Éliminé au 1er tour avec 0 point  |

## Qualifications

### Premier tour

#### Groupe A
- Les matchs se sont joués à Porto Rico du 2 au 6 octobre 2010.

| Rang | Équipe       | Pts | J | G | N | P | Bp | Bc | Diff |  | Résultats (▼ dom., ► ext.) |  |     |     |     |
| ---- | ------------ | --- | - | - | - | - | -- | -- | ---- |  | -------------------------- |  | --- | --- | --- |
| 1    | Porto Rico   | 9   | 3 | 3 | 0 | 0 | 7  | 1  | +6   |  | Anguilla                   |  | 1-4 | 1-3 | 2-1 |
| 2    | Îles Caïmans | 4   | 3 | 1 | 1 | 1 | 5  | 4  | +1   |  | Îles Caïmans               |  |     | 0-2 | 1-1 |
| 3    | Anguilla     | 3   | 3 | 1 | 0 | 2 | 4  | 8  | -4   |  | Porto Rico                 |  |     |     | 2-0 |
| 4    | Saint-Martin | 1   | 3 | 0 | 1 | 2 | 2  | 5  | -3   |  | Saint-Martin               |  |     |     |     |

| 2 octobre 2010 | Saint-Martin     | 1 - 1 | Îles Caïmans     | Juan Ramón Loubriel Stadium, Bayamón            |                                                 |
| 19:00 UTC-4    | Virgile 55e      |       | Brown 24e (pen.) | Spectateurs : 600 Arbitrage : Courtney Campbell | Spectateurs : 600 Arbitrage : Courtney Campbell |
| 19:00 UTC-4    | Feuille de match |       |                  | Spectateurs : 600 Arbitrage : Courtney Campbell | Spectateurs : 600 Arbitrage : Courtney Campbell |

| 2 octobre 2010 | Porto Rico                      | 3 - 1 | Anguilla              | Juan Ramón Loubriel Stadium, Bayamón         |                                              |
| 21:00 UTC-4    | Hansen 28e · Megaloudis 32e 81e |       | Richardson 51e (pen.) | Spectateurs : 2 050 Arbitrage : Kevin Thomas | Spectateurs : 2 050 Arbitrage : Kevin Thomas |
| 21:00 UTC-4    | Feuille de match                |       |                       | Spectateurs : 2 050 Arbitrage : Kevin Thomas | Spectateurs : 2 050 Arbitrage : Kevin Thomas |

| 4 octobre 2010 | Îles Caïmans                                   | 4 - 1 | Anguilla   | Juan Ramón Loubriel Stadium, Bayamón    |                                         |
| 19:00 UTC-4    | Ebanks 45+2e (pen.) 48e · Wood 56e · Brown 58e |       | Brooks 33e | Spectateurs : 500 Arbitrage : Lee Davis | Spectateurs : 500 Arbitrage : Lee Davis |
| 19:00 UTC-4    | Feuille de match                               |       |            | Spectateurs : 500 Arbitrage : Lee Davis | Spectateurs : 500 Arbitrage : Lee Davis |

| 4 octobre 2010 | Porto Rico               | 2 - 0 | Saint-Martin | Juan Ramón Loubriel Stadium, Bayamón            |                                                 |
| 21:00 UTC-4    | Krause 25e · Arrieta 79e |       |              | Spectateurs : 1 800 Arbitrage : Valdin Legister | Spectateurs : 1 800 Arbitrage : Valdin Legister |
| 21:00 UTC-4    | Feuille de match         |       |              | Spectateurs : 1 800 Arbitrage : Valdin Legister | Spectateurs : 1 800 Arbitrage : Valdin Legister |

| 6 octobre 2010 | Anguilla                 | 2 - 1 | Saint-Martin | Juan Ramón Loubriel Stadium, Bayamón    |                                         |
| 19:00 UTC-4    | Brooks 16e · Rodgers 37e |       | Virgile 14e  | Spectateurs : 500 Arbitrage : Lee Davis | Spectateurs : 500 Arbitrage : Lee Davis |
| 19:00 UTC-4    | Feuille de match         |       |              | Spectateurs : 500 Arbitrage : Lee Davis | Spectateurs : 500 Arbitrage : Lee Davis |

| 6 octobre 2010 | Porto Rico                    | 2 - 0 | Îles Caïmans | Juan Ramón Loubriel Stadium, Bayamón              |                                                   |
| 21:00 UTC-4    | Megaloudis 25e · Figueroa 88e |       |              | Spectateurs : 3 800 Arbitrage : Courtney Campbell | Spectateurs : 3 800 Arbitrage : Courtney Campbell |
| 21:00 UTC-4    | Feuille de match              |       |              | Spectateurs : 3 800 Arbitrage : Courtney Campbell | Spectateurs : 3 800 Arbitrage : Courtney Campbell |

#### Groupe B
- Les matchs se sont joués à Saint-Vincent-et-les-Grenadines du 6 au 10 octobre 2010.

| Rang | Équipe                          | Pts | J | G | N | P | Bp | Bc | Diff |  | Résultats (▼ dom., ► ext.)      |  |     |     |     |
| ---- | ------------------------------- | --- | - | - | - | - | -- | -- | ---- |  | ------------------------------- |  | --- | --- | --- |
| 1    | Saint-Christophe-et-Niévès      | 5   | 3 | 1 | 2 | 0 | 6  | 2  | +4   |  | Saint-Vincent-et-les-Grenadines |  | 0-0 | 1-1 | 7-0 |
| 2    | Saint-Vincent-et-les-Grenadines | 5   | 3 | 1 | 2 | 0 | 8  | 1  | +7   |  | Barbade                         |  |     | 1-1 |     |
| 3    | Barbade                         | 5   | 3 | 1 | 2 | 0 | 6  | 1  | +5   |  | Saint-Christophe-et-Niévès      |  |     |     | 4-0 |
| 4    | Montserrat                      | 0   | 3 | 0 | 0 | 3 | 0  | 16 | -16  |  | Montserrat                      |  | 0-5 |     |     |

Saint-Kitts-et-Nevis est classés devant Saint-Vincent-et la Barbade sur la base des face-à face. Les 3 matchs joués entre les équipes étaient tous des matches nuls; Saint-Kitts-et-Nevis a marqué plus de buts (2) que Saint-Vincent-et la Barbade (1 chacun) dans ces matchs
| 6 octobre 2010 | Barbade          | 1 - 1 | Saint-Christophe-et-Niévès | Victoria Park, Kingstown                      |                                               |
| 19:00 UTC-4    | Ra. Williams 14e |       | Isaac 62e                  | Spectateurs : 250 Arbitrage : Jermain Elskamp | Spectateurs : 250 Arbitrage : Jermain Elskamp |
| 19:00 UTC-4    | Feuille de match |       |                            | Spectateurs : 250 Arbitrage : Jermain Elskamp | Spectateurs : 250 Arbitrage : Jermain Elskamp |

| 6 octobre 2010 | Saint-Vincent-et-les-Grenadines                                                     | 7 - 0 | Montserrat | Victoria Park, Kingstown                       |                                                |
| 21:00 UTC-4    | S. Samuel 26e (pen.) 27e 67e · Francis 56e · Stewart 64e · Balcombe 70e · Snagg 89e |       |            | Spectateurs : 5 000 Arbitrage : Antonius Pinas | Spectateurs : 5 000 Arbitrage : Antonius Pinas |
| 21:00 UTC-4    | Feuille de match                                                                    |       |            | Spectateurs : 5 000 Arbitrage : Antonius Pinas | Spectateurs : 5 000 Arbitrage : Antonius Pinas |

| 8 octobre 2010 | Montserrat       | 0 - 5 | Barbade                                                     | Victoria Park, Kingstown                     |                                              |
| 19:00 UTC-4    |                  |       | Forde 18e 82e · Ri. Williams 36e · Adamson 52e · Atkins 90e | Spectateurs : 350 Arbitrage : Antonius Pinas | Spectateurs : 350 Arbitrage : Antonius Pinas |
| 19:00 UTC-4    | Feuille de match |       |                                                             | Spectateurs : 350 Arbitrage : Antonius Pinas | Spectateurs : 350 Arbitrage : Antonius Pinas |

| 8 octobre 2010 | Saint-Vincent-et-les-Grenadines | 1 - 1 | Saint-Christophe-et-Niévès | Victoria Park, Kingstown                                   |                                                            |
| 21:00 UTC-4    | James 73e                       |       | Francis 40e                | Spectateurs : 1 800 Arbitrage : Javier Jauregui Santillian | Spectateurs : 1 800 Arbitrage : Javier Jauregui Santillian |
| 21:00 UTC-4    | Feuille de match                |       |                            | Spectateurs : 1 800 Arbitrage : Javier Jauregui Santillian | Spectateurs : 1 800 Arbitrage : Javier Jauregui Santillian |

| 10 octobre 2010 | Saint-Christophe-et-Niévès             | 4 - 0 | Montserrat | Victoria Park, Kingstown                        |                                                 |
| 19:00 UTC-4     | Saddler 17e 31e · Gumbs 20e · Lake 90e |       |            | Spectateurs : 1 100 Arbitrage : Jermain Elskamp | Spectateurs : 1 100 Arbitrage : Jermain Elskamp |
| 19:00 UTC-4     | Feuille de match                       |       |            | Spectateurs : 1 100 Arbitrage : Jermain Elskamp | Spectateurs : 1 100 Arbitrage : Jermain Elskamp |

| 10 octobre 2010 | Saint-Vincent-et-les-Grenadines | 0 - 0 | Barbade | Victoria Park, Kingstown                                   |                                                            |
| 21:00 UTC-4     |                                 |       |         | Spectateurs : 5 420 Arbitrage : Javier Jauregui Santillian | Spectateurs : 5 420 Arbitrage : Javier Jauregui Santillian |
| 21:00 UTC-4     | Feuille de match                |       |         | Spectateurs : 5 420 Arbitrage : Javier Jauregui Santillian | Spectateurs : 5 420 Arbitrage : Javier Jauregui Santillian |

#### Groupe C
- Les matchs se sont joués au Suriname du 13 au 17 octobre 2010.

| Rang | Équipe                 | Pts | J | G | N | P | Bp | Bc | Diff |  | Résultats (▼ dom., ► ext.) |     |  |     |     |
| ---- | ---------------------- | --- | - | - | - | - | -- | -- | ---- |  | -------------------------- | --- |  | --- | --- |
| 1    | Guyana                 | 9   | 3 | 3 | 0 | 0 | 6  | 2  | +4   |  | Guyana                     |     |  |     | 1-0 |
| 2    | Suriname               | 6   | 2 | 2 | 0 | 1 | 4  | 4  | 0    |  | Suriname                   | 0-2 |  | 2-1 | 2-1 |
| 3    | Antilles néerlandaises | 1   | 3 | 0 | 1 | 2 | 5  | 7  | -2   |  | Antilles néerlandaises     | 2-3 |  |     |     |
| 4    | Sainte-Lucie           | 1   | 3 | 0 | 1 | 2 | 3  | 5  | -2   |  | Sainte-Lucie               |     |  | 2-2 |     |

| 13 octobre 2010 | Guyana           | 1 - 0 | Sainte-Lucie | André Kamperveen Stadion, Paramaribo    |                                         |
| 20:00 UTC-3     | Bourne 9e        |       |              | Spectateurs : 500 Arbitrage : Lee Davis | Spectateurs : 500 Arbitrage : Lee Davis |
| 20:00 UTC-3     | Feuille de match |       |              | Spectateurs : 500 Arbitrage : Lee Davis | Spectateurs : 500 Arbitrage : Lee Davis |

| 13 octobre 2010 | Suriname                          | 2 - 1 | Antilles néerlandaises | André Kamperveen Stadion, Paramaribo       |                                            |
| 22:00 UTC-3     | Vlijter 37e · Aloema 90+1e (pen.) |       | 81e Pauletta           | Spectateurs : 800 Arbitrage : Bryan Willet | Spectateurs : 800 Arbitrage : Bryan Willet |
| 22:00 UTC-3     | Feuille de match                  |       |                        | Spectateurs : 800 Arbitrage : Bryan Willet | Spectateurs : 800 Arbitrage : Bryan Willet |

| 15 octobre 2010 | Antilles néerlandaises         | 2 - 3 | Guyana                              | André Kamperveen Stadion, Paramaribo        |                                             |
| 20:00 UTC-3     | Delando 74e (pen.) · Kunst 84e |       | Peters 15e · Abrams 45e · Moore 58e | Spectateurs : 750 Arbitrage : James Matthew | Spectateurs : 750 Arbitrage : James Matthew |
| 20:00 UTC-3     | Feuille de match               |       |                                     | Spectateurs : 750 Arbitrage : James Matthew | Spectateurs : 750 Arbitrage : James Matthew |

| 15 octobre 2010 | Suriname                         | 2 - 1 | Sainte-Lucie | André Kamperveen Stadion, Paramaribo                |                                                     |
| 22:00 UTC-3     | Rijssel 14e · Vlijter 38e (pen.) |       | Polius 77e   | Spectateurs : 750 Arbitrage : Ignatius Jno Baptiste | Spectateurs : 750 Arbitrage : Ignatius Jno Baptiste |

| 17 octobre 2010 | Sainte-Lucie | 2 - 2 | Antilles néerlandaises | André Kamperveen Stadion, Paramaribo                             |                                                                  |
| 19:00 UTC-3     |              |       |                        | Spectateurs : 2,800 Arbitrage : Antigua-et-Barbuda Bryan Willett | Spectateurs : 2,800 Arbitrage : Antigua-et-Barbuda Bryan Willett |

| 17 octobre 2010 | Suriname | 0 - 2 | Guyana | André Kamperveen Stadion, Paramaribo |                     |
| 21:00 UTC-3     |          |       |        | Spectateurs : 2,800                  | Spectateurs : 2,800 |

#### Groupe D
- Les matchs se sont joués en République dominicaine du 13 au 17 octobre 2010.

| Rang | Équipe                    | Pts | J | G | N | P | Bp | Bc | Diff |  | Résultats (▼ dom., ► ext.) |      |  |      |
| ---- | ------------------------- | --- | - | - | - | - | -- | -- | ---- |  | -------------------------- | ---- |  | ---- |
| 1    | Dominique                 | 6   | 2 | 2 | 0 | 0 | 11 | 0  | +11  |  | Dominique                  |      |  |      |
| 2    | République dominicaine    | 3   | 2 | 1 | 0 | 1 | 17 | 1  | +16  |  | République dominicaine     | 0-1  |  | 17-0 |
| 3    | Îles Vierges britanniques | 0   | 2 | 0 | 0 | 2 | 0  | 27 | -27  |  | Îles Vierges britanniques  | 0-10 |  |      |

| 13 octobre 2010 | République dominicaine | 17 – 0 | Îles Vierges britanniques | Estadio Panamericano, San Cristóbal                |                                                    |
| 16:00 UTC-4     | Batista 5e 67e 68e 72e 79e · Peralta 22e 43e 77e · Navarro 26e 47e 81e · Reynoso 61e 73e · Severino 64e · Ozuna 82e 90e · Frechilla 90+1e |        |                           | Spectateurs : 200 Arbitrage : Jesús Lebrón Delgado | Spectateurs : 200 Arbitrage : Jesús Lebrón Delgado |
| 16:00 UTC-4     | Feuille de match |        |                           | Spectateurs : 200 Arbitrage : Jesús Lebrón Delgado | Spectateurs : 200 Arbitrage : Jesús Lebrón Delgado |

| 15 octobre 2010 | Îles Vierges britanniques | 0 - 10 | Dominique                                                                      | Estadio Panamericano, San Cristóbal         |                                             |
| 16:00 UTC-4     |                           |        | Joseph 1re 11e 13e · Benjamin 48e 71e 81e 84e 85e · Bertrand 55e · Jervier 87e | Spectateurs : 200 Arbitrage : Javier Santos | Spectateurs : 200 Arbitrage : Javier Santos |
| 16:00 UTC-4     | Feuille de match          |        |                                                                                | Spectateurs : 200 Arbitrage : Javier Santos | Spectateurs : 200 Arbitrage : Javier Santos |

| 17 octobre 2010 | République dominicaine | 0 - 1 | Dominique   | Estadio Panamericano, San Cristóbal |                                  |
| 16:00 UTC-4     |                        |       | Derrick 71e | Arbitrage : Jesús Lebrón Delgado    | Arbitrage : Jesús Lebrón Delgado |
| 16:00 UTC-4     | Feuille de match       |       |             | Arbitrage : Jesús Lebrón Delgado    | Arbitrage : Jesús Lebrón Delgado |

#### Qualification des meilleurs deuxièmes
Six équipes sont qualifiées pour le deuxième tour : les quatre vainqueurs de poule du premier tour ainsi que les 2 meilleures deuxièmes. Pour désigner les 2 équipes repêchées, un classement comparatif des deuxièmes est établi en tenant compte de leurs résultats dans leur poule respective en ignorant pour les groupes à 4 équipes le match disputé contre l'équipe terminant à la dernière place du groupe :
|   | Équipe                          | Pts | J | G | N | P | BP | BC | Diff |
| - | ------------------------------- | --- | - | - | - | - | -- | -- | ---- |
| 1 | Suriname                        | 3   | 2 | 1 | 0 | 1 | 2  | 3  | -1   |
| 2 | Saint-Vincent-et-les-Grenadines | 2   | 2 | 0 | 2 | 0 | 1  | 1  | 0    |
| 3 | Îles Caïmans                    | 3   | 2 | 1 | 0 | 1 | 4  | 3  | +1   |
| 4 | République dominicaine          | 3   | 2 | 1 | 0 | 1 | 17 | 1  | +16  |

### Deuxième tour
Antigua-et-Barbuda, Cuba, la Grenade, la Guadeloupe, Haïti et Trinidad-et-Tobago sont automatiquement qualifiés pour ce tour.

La Jamaïque (tenant du titre) et la Martinique (organisateur du tournoi final) entrent directement au troisième tour.

#### Groupe E
- Les matchs se sont joués à Grenade du 22 au 26 octobre 2010.

| Rang | Équipe                     | Pts | J | G | N | P | Bp | Bc | Diff |  | Résultats (▼ dom., ► ext.) |  |     | Drapeau de Porto Rico | Drapeau de Saint-Christophe-et-Niévès |
| ---- | -------------------------- | --- | - | - | - | - | -- | -- | ---- |  | -------------------------- |  | --- | --------------------- | ------------------------------------- |
| 1    | Guadeloupe                 | 9   | 3 | 3 | 0 | 0 | 8  | 3  | +5   |  | Guadeloupe                 |  | 3-0 | 3-2                   | 2-1                                   |
| 2    | Grenade                    | 6   | 3 | 2 | 0 | 1 | 5  | 4  | +1   |  | Grenade                    |  |     | 3-1                   | 2-0                                   |
| 3    | Saint-Christophe-et-Niévès | 3   | 3 | 1 | 0 | 2 | 2  | 4  | -2   |  | Porto Rico                 |  |     |                       | 0-1                                   |
| 4    | Porto Rico                 | 0   | 3 | 0 | 0 | 3 | 3  | 7  | -4   |  | Saint-Christophe-et-Niévès |  |     |                       |                                       |

| 22 octobre 2010 | Guadeloupe                  | 2 - 1 | Saint-Christophe-et-Niévès | Grenada National Stadium, Saint-Georges     |                                             |
| 14h00 UTC-4     | Gendrey 12e · Lambourde 87e |       | Francis 83e (pen.)         | Spectateurs : 300 Arbitrage : Trevor Taylor | Spectateurs : 300 Arbitrage : Trevor Taylor |
| 14h00 UTC-4     | Feuille de match            |       |                            | Spectateurs : 300 Arbitrage : Trevor Taylor | Spectateurs : 300 Arbitrage : Trevor Taylor |

| 22 octobre 2010 | Grenade                    | 3 - 1 | Porto Rico | Grenada National Stadium, Saint-Georges |                               |
| 16h00 UTC-4     | Bain 44e · Charles 68e 80e |       | Nieves 81e | Arbitrage : Enrico Wijngaarde           | Arbitrage : Enrico Wijngaarde |
| 16h00 UTC-4     | Feuille de match           |       |            | Arbitrage : Enrico Wijngaarde           | Arbitrage : Enrico Wijngaarde |

| 24 octobre 2010 | Porto Rico                    | 2 - 3 | Guadeloupe                           | Grenada National Stadium, Saint-Georges |                                   |
| 14h00 UTC-4     | Megaloudis 67e · Villegas 78e |       | Gendrey 1re · Gotin 10e · Auvray 58e | Arbitrage : Carlisle Jno Baptiste       | Arbitrage : Carlisle Jno Baptiste |
| 14h00 UTC-4     | Feuille de match              |       |                                      | Arbitrage : Carlisle Jno Baptiste       | Arbitrage : Carlisle Jno Baptiste |

| 24 octobre 2010 | Grenade          | 2 - 0 | Saint-Christophe-et-Niévès | Grenada National Stadium, Saint-Georges |                            |
| 16h00 UTC-4     | Facey 15e 30e    |       |                            | Arbitrage : Kevin Morrison              | Arbitrage : Kevin Morrison |
| 16h00 UTC-4     | Feuille de match |       |                            | Arbitrage : Kevin Morrison              | Arbitrage : Kevin Morrison |

| 26 octobre 2010 | Porto Rico       | 0 - 1 | Saint-Christophe-et-Niévès | Grenada National Stadium, Saint-Georges |  |
| 14h00 UTC-4     |                  |       | Francis 91e                |                                         |  |
| 14h00 UTC-4     | Feuille de match |       |                            |                                         |  |

| 26 octobre 2010 | Grenade          | 0 - 3 | Guadeloupe                  | Grenada National Stadium, Saint-Georges |  |
| 16h00 UTC-4     |                  |       | Tacita 2e 78e · Gendrey 68e |                                         |  |
| 16h00 UTC-4     | Feuille de match |       |                             |                                         |  |

#### Groupe F
- Les matchs se sont joués à Trinité-et-Tobago du 2 au 6 novembre 2010.

| Rang | Équipe                          | Pts | J | G | N | P | Bp | Bc | Diff |  | Résultats (▼ dom., ► ext.)      |  |     |     |     |
| ---- | ------------------------------- | --- | - | - | - | - | -- | -- | ---- |  | ------------------------------- |  | --- | --- | --- |
| 1    | Trinité-et-Tobago               | 9   | 3 | 3 | 0 | 0 | 12 | 3  | +9   |  | Haïti                           |  | 0-4 | 0-0 | 3-1 |
| 2    | Guyana                          | 4   | 2 | 1 | 1 | 1 | 3  | 2  | +1   |  | Trinité-et-Tobago               |  |     | 2-1 | 6-2 |
| 3    | Haïti                           | 4   | 3 | 1 | 1 | 1 | 3  | 5  | -2   |  | Guyana                          |  |     |     | 2-0 |
| 4    | Saint-Vincent-et-les-Grenadines | 0   | 3 | 0 | 0 | 3 | 3  | 11 | -8   |  | Saint-Vincent-et-les-Grenadines |  |     |     |     |

| 2 novembre 2010 | Haïti            | 0 - 0 | Guyana | Hasely Crawford Stadium, Port of Spain        |                                               |
| UTC-4           |                  |       |        | Spectateurs : 1 100 Arbitrage : Trevor Taylor | Spectateurs : 1 100 Arbitrage : Trevor Taylor |
| UTC-4           | Feuille de match |       |        | Spectateurs : 1 100 Arbitrage : Trevor Taylor | Spectateurs : 1 100 Arbitrage : Trevor Taylor |

| 2 novembre 2010 | Trinité-et-Tobago                                   | 6 - 2 | Saint-Vincent-et-les-Grenadines | Hasely Crawford Stadium, Port of Spain        |                                               |
| UTC-4           | Jorsling 2e 35e 59e · Baptiste 57e 67e · Hector 93e |       | S. Samuel 21e · Stewart 43e     | Spectateurs : 1 100 Arbitrage : Dave Peterkin | Spectateurs : 1 100 Arbitrage : Dave Peterkin |
| UTC-4           | Feuille de match                                    |       |                                 | Spectateurs : 1 100 Arbitrage : Dave Peterkin | Spectateurs : 1 100 Arbitrage : Dave Peterkin |

| 4 novembre 2010 | Saint-Vincent-et-les-Grenadines | 1 - 3 | Haïti                                     | Hasely Crawford Stadium, Port of Spain            |                                                   |
| UTC-4           | S. Samuel 64e                   |       | Nordé 45e · Saint-Preux 61e · Charles 83e | Spectateurs : 1 100 Arbitrage : Courtney Campbell | Spectateurs : 1 100 Arbitrage : Courtney Campbell |
| UTC-4           | Feuille de match                |       |                                           | Spectateurs : 1 100 Arbitrage : Courtney Campbell | Spectateurs : 1 100 Arbitrage : Courtney Campbell |

| 4 novembre 2010 | Trinité-et-Tobago          | 2 - 1 | Guyana      | Hasely Crawford Stadium, Port of Spain          |                                                 |
| UTC-4           | Peltier 34e · Jorsling 42e |       | Beveney 78e | Spectateurs : 1 100 Arbitrage : Valdin Legister | Spectateurs : 1 100 Arbitrage : Valdin Legister |
| UTC-4           | Feuille de match           |       |             | Spectateurs : 1 100 Arbitrage : Valdin Legister | Spectateurs : 1 100 Arbitrage : Valdin Legister |

| 6 novembre 2010 | Guyana                       | 2 - 0 | Saint-Vincent-et-les-Grenadines | Hasely Crawford Stadium, Port of Spain |                           |
| UTC-4           | Millington 57e · Cameron 81e |       |                                 | Arbitrage : Trevor Taylor              | Arbitrage : Trevor Taylor |
| UTC-4           | Feuille de match             |       |                                 | Arbitrage : Trevor Taylor              | Arbitrage : Trevor Taylor |

| 6 novembre 2010 | Trinité-et-Tobago                          | 4 - 0 | Haïti | Hasely Crawford Stadium, Port of Spain |                               |
| UTC-4           | Hector 4e 32e · Jorsling 7e · Baptiste 29e |       |       | Arbitrage : Courtney Campbell          | Arbitrage : Courtney Campbell |
| UTC-4           | Feuille de match                           |       |       | Arbitrage : Courtney Campbell          | Arbitrage : Courtney Campbell |

#### Groupe G
- Les matchs se sont joués à Antigua-et-Barbuda du 10 au 14 novembre 2010.

| Rang | Équipe             | Pts | J | G | N | P | Bp | Bc | Diff |  | Résultats (▼ dom., ► ext.) |  |     |     |     |
| ---- | ------------------ | --- | - | - | - | - | -- | -- | ---- |  | -------------------------- |  | --- | --- | --- |
| 1    | Cuba               | 5   | 3 | 1 | 2 | 0 | 7  | 5  | +2   |  | Cuba                       |  | 0-0 | 4-2 | 3-3 |
| 2    | Antigua-et-Barbuda | 5   | 3 | 1 | 2 | 0 | 2  | 1  | +1   |  | Antigua-et-Barbuda         |  |     | 0-0 | 2-1 |
| 3    | Suriname           | 4   | 3 | 1 | 1 | 1 | 9  | 5  | +4   |  | Dominique                  |  |     |     | 0-5 |
| 4    | Dominique          | 1   | 3 | 0 | 1 | 2 | 2  | 9  | -7   |  | Suriname'                  |  |     |     |     |

| 10 novembre 2010 | Cuba                                                        | 4 - 2 | Dominique        | Antigua Recreation Ground, Saint John's |                               |
| UTC-4            | Coroneaux 9e · Cervantes 20e · Valencia 27e · Hernández 35e |       | Benjamin 11e 87e | Arbitrage : Stanley Lancaster           | Arbitrage : Stanley Lancaster |
| UTC-4            | (Rapport)                                                   |       |                  | Arbitrage : Stanley Lancaster           | Arbitrage : Stanley Lancaster |

| 10 novembre 2010 | Antigua-et-Barbuda        | 2 - 1 | Suriname       | Antigua Recreation Ground, Saint John's |                            |
| UTC-4            | Burton 17e · Cochrane 63e |       | Emanuelson 33e | Arbitrage : Kevin Morrison              | Arbitrage : Kevin Morrison |
| UTC-4            | Feuille de match          |       |                | Arbitrage : Kevin Morrison              | Arbitrage : Kevin Morrison |

| 12 novembre 2010 | Suriname                                | 3 - 3 | Cuba                                    | Antigua Recreation Ground, Saint John's |                               |
| UTC-4            | Van Dick 45e · Rijssel 49e · Garden 81e |       | Coroneaux 45e · Ofarril 65e · Soler 88e | Arbitrage : Courtney Campbell           | Arbitrage : Courtney Campbell |
| UTC-4            | Feuille de match                        |       |                                         | Arbitrage : Courtney Campbell           | Arbitrage : Courtney Campbell |

| 12 novembre 2010 | Antigua-et-Barbuda | 0 - 0 | Dominique | Antigua Recreation Ground, Saint John's |                          |
| UTC-4            |                    |       |           | Arbitrage : Lewin Purser                | Arbitrage : Lewin Purser |
| UTC-4            | Feuille de match   |       |           | Arbitrage : Lewin Purser                | Arbitrage : Lewin Purser |

| 14 novembre 2010 | Dominique        | 0 - 5 | Suriname                                                            | Antigua Recreation Ground, Saint John's |                               |
| UTC-4            |                  |       | Kwaise 45e · Vlijter 46e · Limon 56e · Emanuelson 75e · Rijssel 87e | Arbitrage : Stanley Lancaster           | Arbitrage : Stanley Lancaster |
| UTC-4            | Feuille de match |       |                                                                     | Arbitrage : Stanley Lancaster           | Arbitrage : Stanley Lancaster |

| 14 novembre 2010 | Antigua-et-Barbuda | 0 - 0 | Cuba | Antigua Recreation Ground, Saint John's |                               |
| UTC-4            |                    |       |      | Arbitrage : Courtney Campbell           | Arbitrage : Courtney Campbell |
| UTC-4            | Feuille de match   |       |      | Arbitrage : Courtney Campbell           | Arbitrage : Courtney Campbell |

## Phase finale
Les 8 équipes qualifiées sont :
- Martinique - Organisateur
- Jamaïque - Tenant du titre
- Guadeloupe - Premier du groupe E
- Grenade - Deuxième du groupe E
- Trinité-et-Tobago - Premier du groupe F
- Guyana - Deuxième du groupe F
- Cuba - Premier du groupe G
- Antigua-et-Barbuda - Deuxième du groupe G

### Premier tour

#### Groupe H
|   | Équipe            | Pts | J | G | N | P | BP | BC | Diff |
| - | ----------------- | --- | - | - | - | - | -- | -- | ---- |
| 1 | Cuba              | 7   | 3 | 2 | 1 | 0 | 3  | 0  | +3   |
| 2 | Grenade           | 5   | 3 | 1 | 2 | 0 | 2  | 1  | +1   |
| 3 | Trinité-et-Tobago | 3   | 3 | 1 | 0 | 2 | 1  | 3  | -2   |
| 4 | Martinique        | 1   | 3 | 0 | 1 | 2 | 1  | 3  | -2   |

| 26 novembre 2010 | Trinité-et-Tobago          | 0 - 2 | Cuba                                                        | Stade Pierre-Aliker, Fort-de-France |                               |
| 18:00 UTC-4      | Baptiste 22e · Peltier 84e |       | J. Colomé 23e · J. Colomé 33e · Y. Colomé 73e · Linares 79e | Arbitrage : Stanley Lancaster       | Arbitrage : Stanley Lancaster |
| 18:00 UTC-4      | Feuille de match           |       |                                                             | Arbitrage : Stanley Lancaster       | Arbitrage : Stanley Lancaster |

| 26 novembre 2010 | Martinique                     | 1 - 1 | Grenade                  | Stade Pierre-Aliker, Fort-de-France |                           |
| 20:30 UTC-4      | Clément 40e · Goron 79e (pen.) |       | Bain 29e · Langaigne 79e | Arbitrage : Raymond Bogle           | Arbitrage : Raymond Bogle |
| 20:30 UTC-4      | Feuille de match               |       |                          | Arbitrage : Raymond Bogle           | Arbitrage : Raymond Bogle |

| 28 novembre 2010 | Grenade                 | 1 - 0 | Trinité-et-Tobago | Stade Pierre-Aliker, Fort-de-France |                       |
| 16:00 UTC-4      | Rocastle 59e · Bain 69e |       | James 85e         | Arbitrage : Hugo Cruz               | Arbitrage : Hugo Cruz |
| 16:00 UTC-4      | Feuille de match        |       |                   | Arbitrage : Hugo Cruz               | Arbitrage : Hugo Cruz |

| 28 novembre 2010 | Martinique       | 0 - 1 | Cuba                                                                                      | Stade Pierre-Aliker, Fort-de-France |                           |
| 18:30 UTC-4      | Gustan 38e       |       | Dranguet 14e · Duarte 35e · Y. Márquez 28e · Hernandez 39e · Dranguet 54e · J. Colomé 72e | Arbitrage : Trevor Taylor           | Arbitrage : Trevor Taylor |
| 18:30 UTC-4      | Feuille de match |       |                                                                                           | Arbitrage : Trevor Taylor           | Arbitrage : Trevor Taylor |

| 30 novembre 2010 | Cuba             | 0 - 0 | Grenade | Stade Pierre-Aliker, Fort-de-France |                           |
| 18:00 UTC-4      |                  |       |         | Arbitrage : Raymond Bogle           | Arbitrage : Raymond Bogle |
| 18:00 UTC-4      | Feuille de match |       |         | Arbitrage : Raymond Bogle           | Arbitrage : Raymond Bogle |

| 30 novembre 2010 | Martinique       | 0 - 1 | Trinité-et-Tobago | Stade Pierre-Aliker, Fort-de-France |                           |
| 20:30 UTC-4      |                  |       | Hector 47e        | Arbitrage : Trevor Taylor           | Arbitrage : Trevor Taylor |
| 20:30 UTC-4      | Feuille de match |       |                   | Arbitrage : Trevor Taylor           | Arbitrage : Trevor Taylor |

#### Groupe I
|   | Équipe             | Pts | J | G | N | P | BP | BC | Diff |
| - | ------------------ | --- | - | - | - | - | -- | -- | ---- |
| 1 | Jamaïque           | 9   | 3 | 3 | 0 | 0 | 9  | 1  | +8   |
| 2 | Guadeloupe         | 4   | 3 | 1 | 1 | 1 | 2  | 3  | -1   |
| 3 | Antigua-et-Barbuda | 3   | 3 | 1 | 0 | 2 | 2  | 4  | -2   |
| 4 | Guyana             | 1   | 3 | 0 | 1 | 2 | 1  | 6  | -5   |

| 27 novembre 2010 | Guyana           | 1 - 1 | Guadeloupe | Stade municipal En Camée, Rivière-Pilote |                       |
| 17:00 UTC-4      | Jacobs 86e       |       | Loval 70e  | Arbitrage : Lee Davis                    | Arbitrage : Lee Davis |
| 17:00 UTC-4      | Feuille de match |       |            | Arbitrage : Lee Davis                    | Arbitrage : Lee Davis |

| 27 novembre 2010 | Jamaïque                       | 3 - 1 | Antigua-et-Barbuda | Stade municipal En Camée, Rivière-Pilote |                               |
| 19:30 UTC-4      | Shelton 14e 37e · Richards 40e |       | Gregory 49e        | Arbitrage : Enrico Wijngaarde            | Arbitrage : Enrico Wijngaarde |
| 19:30 UTC-4      | Feuille de match               |       |                    | Arbitrage : Enrico Wijngaarde            | Arbitrage : Enrico Wijngaarde |

| 29 novembre 2010 | Antigua-et-Barbuda | 1 - 0 | Guyana | Stade municipal En Camée, Rivière-Pilote |                               |
| 18:00 UTC-4      | Gregory 69e        |       |        | Arbitrage : Enrico Wijngaarde            | Arbitrage : Enrico Wijngaarde |
| 18:00 UTC-4      | Feuille de match   |       |        | Arbitrage : Enrico Wijngaarde            | Arbitrage : Enrico Wijngaarde |

| 29 novembre 2010 | Guadeloupe       | 0 - 2 | Jamaïque                  | Stade municipal En Camée, Rivière-Pilote |                          |
| 20:30 UTC-4      |                  |       | Francis 55e · Johnson 93e | Arbitrage : Walter Lopez                 | Arbitrage : Walter Lopez |
| 20:30 UTC-4      | Feuille de match |       |                           | Arbitrage : Walter Lopez                 | Arbitrage : Walter Lopez |

| 1 décembre 2010 | Guadeloupe       | 1 - 0 | Antigua-et-Barbuda | Stade municipal En Camée, Rivière-Pilote |                          |
| 18:45 UTC-4     | Lambourde 41e    |       |                    | Arbitrage : Walter Lopez                 | Arbitrage : Walter Lopez |
| 18:45 UTC-4     | Feuille de match |       |                    | Arbitrage : Walter Lopez                 | Arbitrage : Walter Lopez |

| 1 décembre 2010 | Guyana           | 0 - 4 | Jamaïque                                  | Stade municipal En Camée, Rivière-Pilote |                       |
| 21:00 UTC-4     |                  |       | Richards 2e · Morgan 49e 75e · Vernon 90e | Arbitrage : Hugo Cruz                    | Arbitrage : Hugo Cruz |
| 21:00 UTC-4     | Feuille de match |       |                                           | Arbitrage : Hugo Cruz                    | Arbitrage : Hugo Cruz |

### Tableau final
Les 4 demi-finalistes sont qualifiés pour la Gold Cup 2011.
|  | Demi-finales | Demi-finales |                        |         | Finale | Finale |
|  | Demi-finales | Demi-finales |                        |         | Finale | Finale |
|  |              |              |                        |         |        |        |
|  |              |              |                        |         |        |        |
|  |              |              |                        |         |        |        |
|  | Cuba         | 1            |                        |         |        |        |
|  | Cuba         | 1            |                        |         |        |        |
|  | Guadeloupe   | 2            |                        |         |        |        |
|  | Guadeloupe   | 2            | Guadeloupe             | 1ap (4) |        |        |
|  |              |              | Guadeloupe             | 1ap (4) |        |        |
|  |              | Jamaïque     | 1 tab(5)               |         |        |        |
|  | Jamaïque     | Jamaïque     | 1 tab(5)               | 2 ap    |        |        |
|  | Jamaïque     |              |                        | 2 ap    |        |        |
|  | Grenade      | 1            |                        |         |        |        |
|  | Grenade      | 1            | Match pour la 3e place |         |        |        |
|  |              |              |                        |         |        |        |
|  |              |              |                        |         |        |        |
|  |              |              |                        |         |        |        |
|  | Cuba         | 1            |                        |         |        |        |
|  | Cuba         | 1            |                        |         |        |        |
|  | Grenade      | 0            |                        |         |        |        |
|  | Grenade      | 0            |                        |         |        |        |

#### Demi-finales
| 3 décembre 2010 | Cuba             | 1 - 2 | Guadeloupe                         | Stade Pierre-Aliker, Fort-de-France |                               |
| 17:30 UTC-4     | Cervantez 34e    |       | Gendrey 55e (pen.) · Lambourde 78e | Arbitrage : Enrico Wijngaarde       | Arbitrage : Enrico Wijngaarde |
| 17:30 UTC-4     | Feuille de match |       |                                    | Arbitrage : Enrico Wijngaarde       | Arbitrage : Enrico Wijngaarde |

| 3 décembre 2010 | Jamaïque                | 2 - 1 a. p. | Grenade  | Stade Pierre-Aliker, Fort-de-France |                           |
| 20:30 UTC-4     | Richards 7e · Smith 96e |             | Bain 13e | Arbitrage : Trevor Taylor           | Arbitrage : Trevor Taylor |
| 20:30 UTC-4     | Feuille de match        |             |          | Arbitrage : Trevor Taylor           | Arbitrage : Trevor Taylor |

#### Match pour la troisième place
| 5 décembre 2010 | Cuba        | 1 - 0 | Grenade | Stade Pierre-Aliker, Fort-de-France |                          |
| 16:00 UTC-4     | Linares 12e |       |         | Arbitrage : Walter Lopez            | Arbitrage : Walter Lopez |

#### Finale
| 5 décembre 2010 | Guadeloupe                                              | 1 - 1 a. p.       | Jamaïque                                     | Stade Pierre-Aliker, Fort-de-France |                               |
| 19:00 UTC-4     | Gotin 36e                                               |                   | Cummings 32e                                 | Arbitrage : Enrico Wijngaarde       | Arbitrage : Enrico Wijngaarde |
| 19:00 UTC-4     | Clavier · Gendrey · Collet · Antoine-Curier · Lambourde | Tirs au but 4 - 5 | Austin · Shelton · Woodbine · Vernan · Smith | Arbitrage : Enrico Wijngaarde       | Arbitrage : Enrico Wijngaarde |

| Vainqueur de la Coupe caribéenne des nations 2010: Jamaïque Cinquième titre |